# Feriendorf Habbaniya
Das Feriendorf Habbaniya (zumeist arabisch المدينة السياحية في الحبانية al-madīna as-siyāḥīya fī l-Habbānīya) war ein irakisches Tourismus-Resort und ein Prestigeobjekt des irakischen Baath-Regimes. Nach Angaben der damaligen Tourismusbehörde war es im Jahr 1982 die größte Feriensiedlung im Nahen Osten. Das Feriendorf Habbaniya lag ca. 84 km westlich von Bagdad etwas abseits der Straße von al-Falludscha nach Ramadi am Habbaniya-See und in der Nähe von al-Habbaniyya.

## Geschichte und Ausstattung
Mit dem Bau des Feriendorfes wurde 1976 begonnen. Eröffnet wurde es im Jahr 1979. Das Feriendorf umfasste ein Areal von ca. 1 km² und ragte einige hundert Meter in den See hinein. Der Komplex umfasste ein sechsstöckiges Hotel mit 600 Betten, mehrere Restaurants und Bars, Schwimmbecken und ein Flippersaal in jedem Stockwerk. Im Obergeschoss befand sich ein Nachtklub. Ebenfalls zum Komplex gehörten 500 Bungalows. Asharq al-Awsat bezifferte die Bettenzahl auf 300 und die Zahl der Bungalows auf 528.
Zur Freizeitgestaltung standen Spielplätze, ein „Jugendklub“, Ruder- und Segelklub, Tennisplätze, eine Reitbahn, Anlagen für Volleyball, Bogenschießen und Minigolf und ein Yachthafen zur Verfügung. Laut einem zeitgenössischen Reiseführer der staatlichen Tourismusbehörde betrieb die Anlage ein „siedlungseigenes Fernsehen“.

## Golfkrieg und heutige Situation
Bedingt durch die schwierige politische Lage wurde der Tourismusbetrieb nach Angaben des späteren Direktors der Anlage Hamid ad-Dulaimi bereits 1990 eingestellt. Während des Zweiten Golfkrieges wurde das Areal durch die US-Streitkräfte besetzt, die in der Nähe eine Luftwaffenbasis eröffneten. Die Region war Schauplatz heftiger Kämpfe zwischen den US-Truppen und den Aufständischen. Nach Abzug der US-Streitkräfte wurde das Feriendorf ab dem Jahr 2009 durch eine türkische Firma instand gesetzt und anschließend wieder für Tourismus und Erholung genutzt. Trotz des sinkenden Wasserspiegels des Habbaniyya-Sees besuchten im Jahr 2012 ca. 5000 Besucher wöchentlich die Anlage. Durch die massive Binnenflucht infolge der Eroberungen durch den Islamischen Staat ist die Anlage zu einem Flüchtlingslager geworden. Mitte 2015 lebten in der ehemaligen Luxusanlage 24.000 Flüchtlinge aus der Region al-Anbar in prekärer Versorgungslage. Das Flüchtlingslager heißt Muchayyam al-madīna as-siyāḥīya fī'l-Habbānīya („Flüchtlingslager des Feriendorfes in al-Habbaniya“).